# Kassai – afrykański bohater
Kassai – afrykański bohater (franc. Samba et Leuk le lièvre) – francusko-kanadyjski serial animowany na podst. zbioru opowieści La Belle Histoire de Leuk-le-Lièvre Léopolda Sédara Senghora i Abdoulaye Sadjiego.

## Wersja polska
W Polsce serial był emitowany w pasmie wspólnym TV regionalnych w latach 90. Pierwszy odcinek serialu został wyemitowany 5 maja 1997 o godz. 15:13. Widownia pierwszego odcinka dla TV Bydgoszcz 0,6%. Powtórka pierwszego odcinka 6 maja o godz. 09:11 z widownią 0,8%.

## Spis odcinków
1. Le départ
2. Princesse Marana
3. La part du lion
4. Le baobab du Kilimandjaro
5. Le feu sacré
6. Les pygmées
7. Rendez-vous avec la Lune
8. Péril dans les cimes
9. Le cimetière des éléphants
10. Le dernier sacrifice
11. Le royaume des Ashantis
12. Le maître des sources
13. Le maître du feu
14. Le gouffre d'Ambore
15. Les amulettes noires
16. La cité sur pilotis
17. La caverne de l'escargot
18. Le fleuve
19. Le gardien des abysses
20. Les roses des montagnes
21. Le seigneur sauvage
22. La cité des nuages
23. Le gardien de l'eau
24. L'œil de la vérité
25. Le mirage de Kalahari
26. Un mariage de rêve

Źródło: